# Débarquement de la baie Anzac

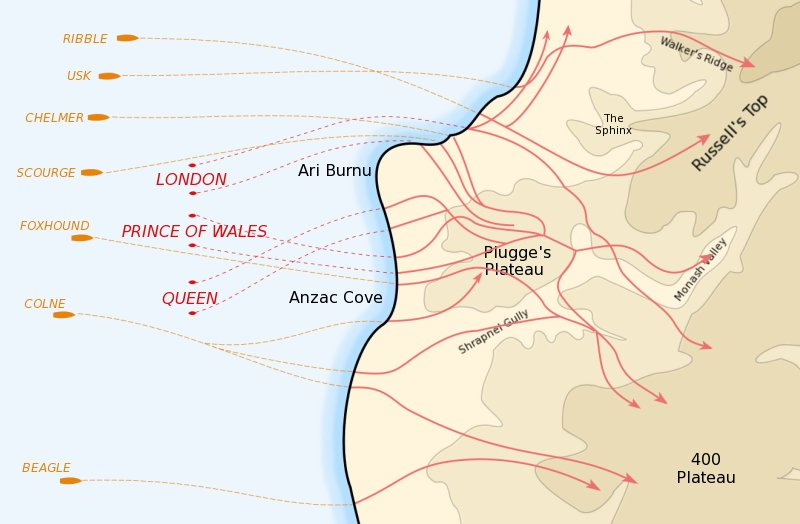
Premières vagues de débarquement.

Le débarquement de la baie Anzac (en anglais : Landing at Anzac Cove), débarquement à Gaba Tepe (landing at Gaba Tepe) ou bataille d'Arıburnu (Arıburnu Battle), est un débarquement de troupes de l'Empire britannique dans la baie Anzac le 25 avril 1915 dans le cadre de l'invasion de la péninsule de Gallipoli lors de la Première Guerre mondiale.
Les troupes d'assaut, principalement constituées du Corps d'armée australien et néo-zélandais (ANZAC), débarquent dans la nuit depuis la mer Égée sur le côté occidental de la péninsule de Gallipoli. La plage de débarquement n'est pas celle prévue, puisqu'elle est distante de 1,6 kilomètre. Dans l'obscurité, les formations d'assaut se mélangent mais parviennent progressivement dans l'intérieur des terres malgré l'opposition croissante des défenseurs de l'Empire ottoman.
À la nuit tombée, l'ANZAC avait formé une tête de pont.
Depuis 1916, l'anniversaire du débarquement est célébré les 25 avril comme la journée de l'ANZAC en Australie et en Nouvelle-Zélande. L'anniversaire est également célébré en Turquie, au Royaume-Uni et en Irlande.